# Croce di Bocholt
La croce di Bocholt (in tedesco Bocholter Kreuz) è un crocifisso biforcuto conservato nella chiesa di San Giorgio a Bocholt, nello stato tedesco del Renania Settentrionale-Vestfalia, risalente all'inizio del XIV secolo. È l'ornamento più antico e significativo di questa chiesa e punto di riferimento di un pellegrinaggio regionale.

## Descrizione
Il disegno del crocifisso è basato sulla croce biforcuta di Santa Maria im Kapitol a Colonia. La raffigurazione del corpo, cioè il modo in cui vengono ritratte le ferite provocate dal flagello, è pressoché identica. È scolpito in legno di abete  e misura 153cm di altezza. I bracci della croce si estendono più in alto del montante verticale della croce. Il montante è poco più alto del capo di Cristo e quindi non c'è titulus. Il corpo è in noce ed è alto 102 cm, mentre l'apertura del braccio è 97cm. Le braccia e la testa sono state attaccate separatamente. Il capo liscio suggerisce che, in origine, era presente una parrucca di capelli sulla testa.
In una cavità scavata alla base della croce e coperta di lino si trovano quattro reliquie, di origine e identificazione sconosciute: un osso avvolto con seta non identificabile, due costole umane e una pietra marrone chiaro, probabilmente proveniente dalla Terra Santa (es. dalla collina del Golgota).
Il palo della croce era originariamente dipinto di verde, in allusione al simbolismo biblico dell'albero della vita. In quanto deposito di reliquie, la croce è stata definita nel corso dei secoli un altare della Santa Croce. Durante il restauro neogotico nel 1860 la Croce di Bocholt, fu integrata in una composizione sacra nell'altare maggiore. Oggi si trova vicino all'altare della Santissimo Sacramento, sopra un piedistallo.